# Pérouille

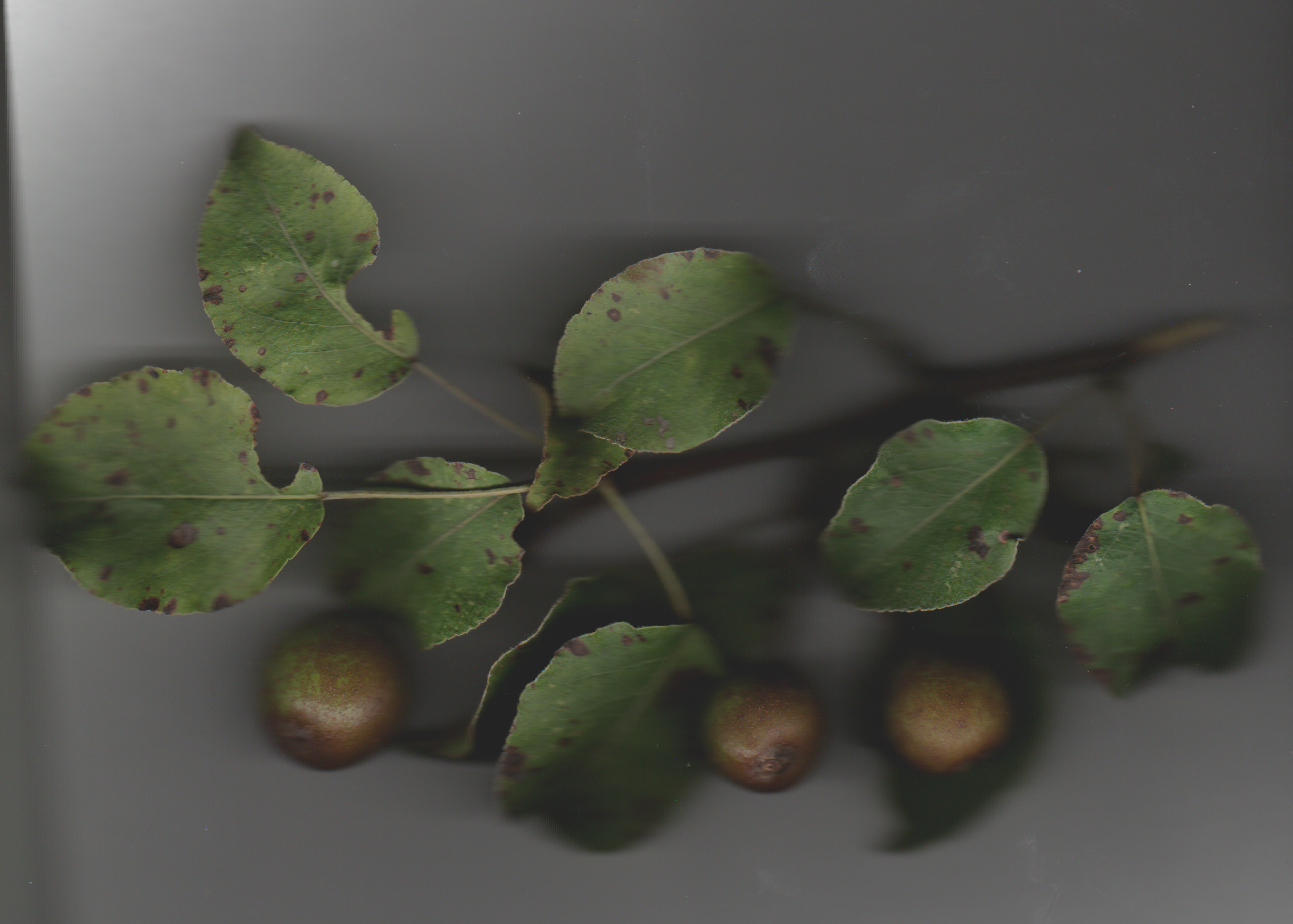
Des pérouilles sur une branche.

La pérouille, ou prouille, fruit du pérouiller, est une variété de poire ancienne, qui existe au Pays basque. Le fruit, à la chair jaune, est de petite taille (5 cm environ). Il peut être utilisé pour faire de la confiture.

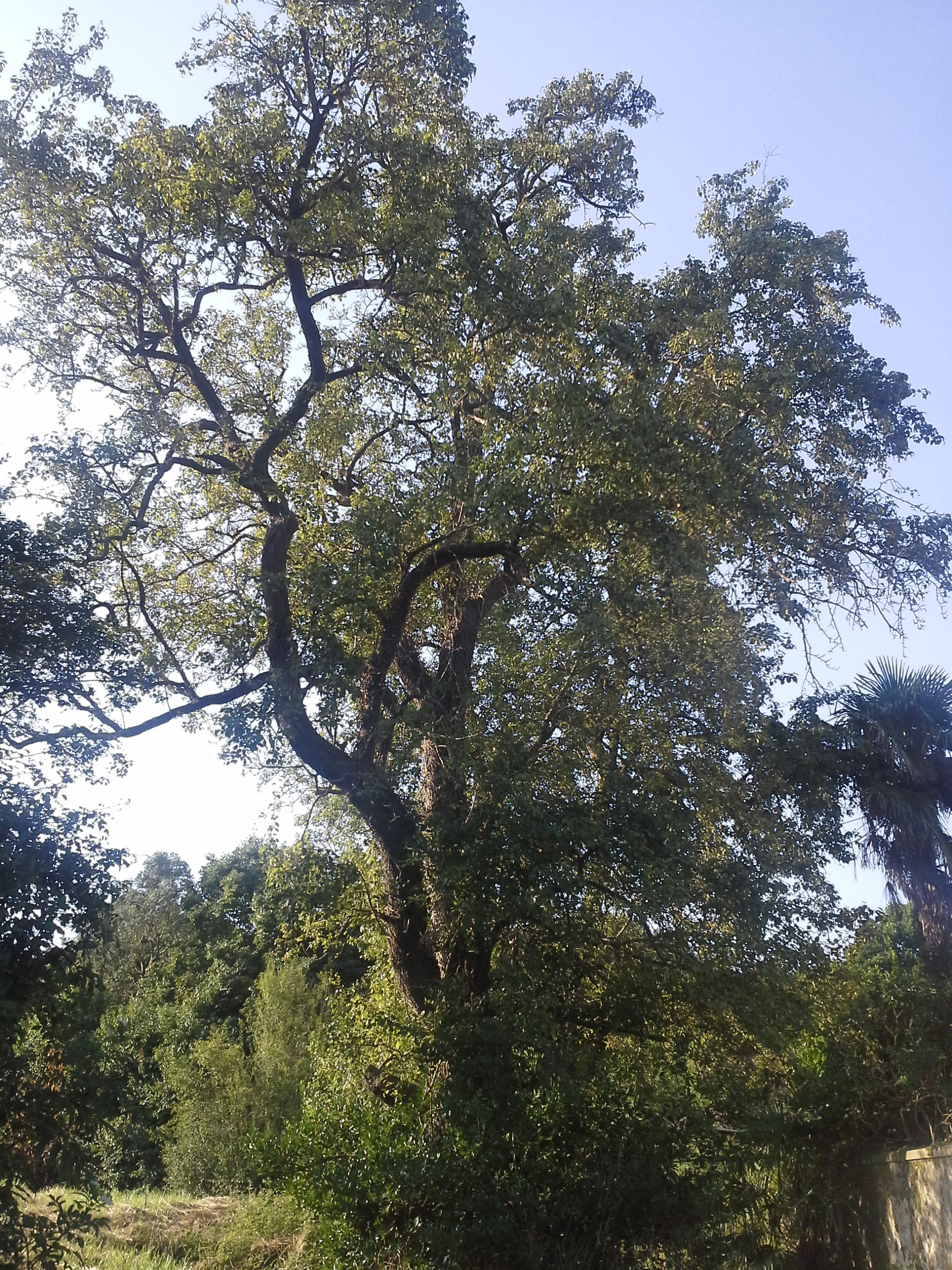
Photo prise à Bayonne.
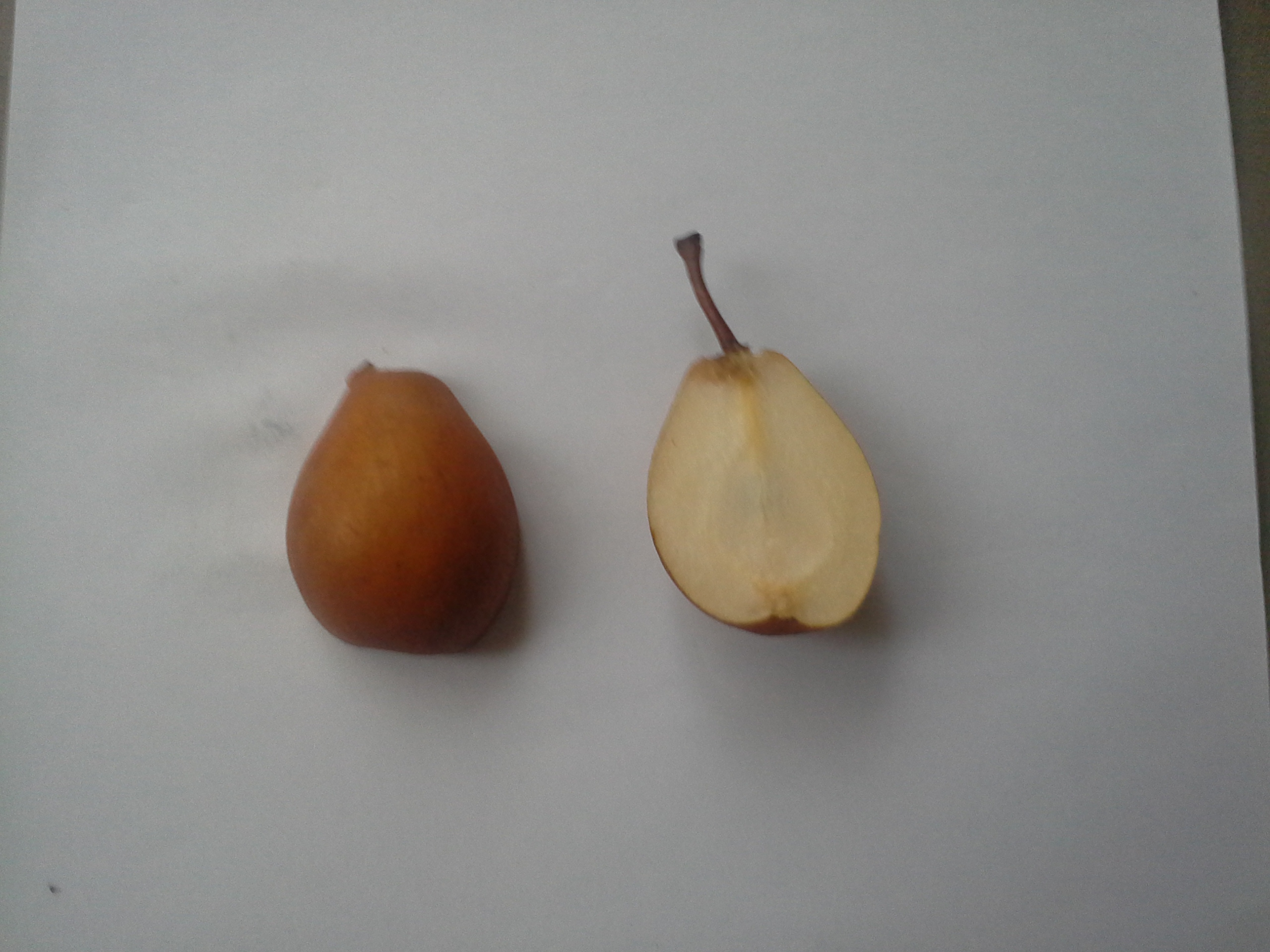
Vue du fruit en coupe.
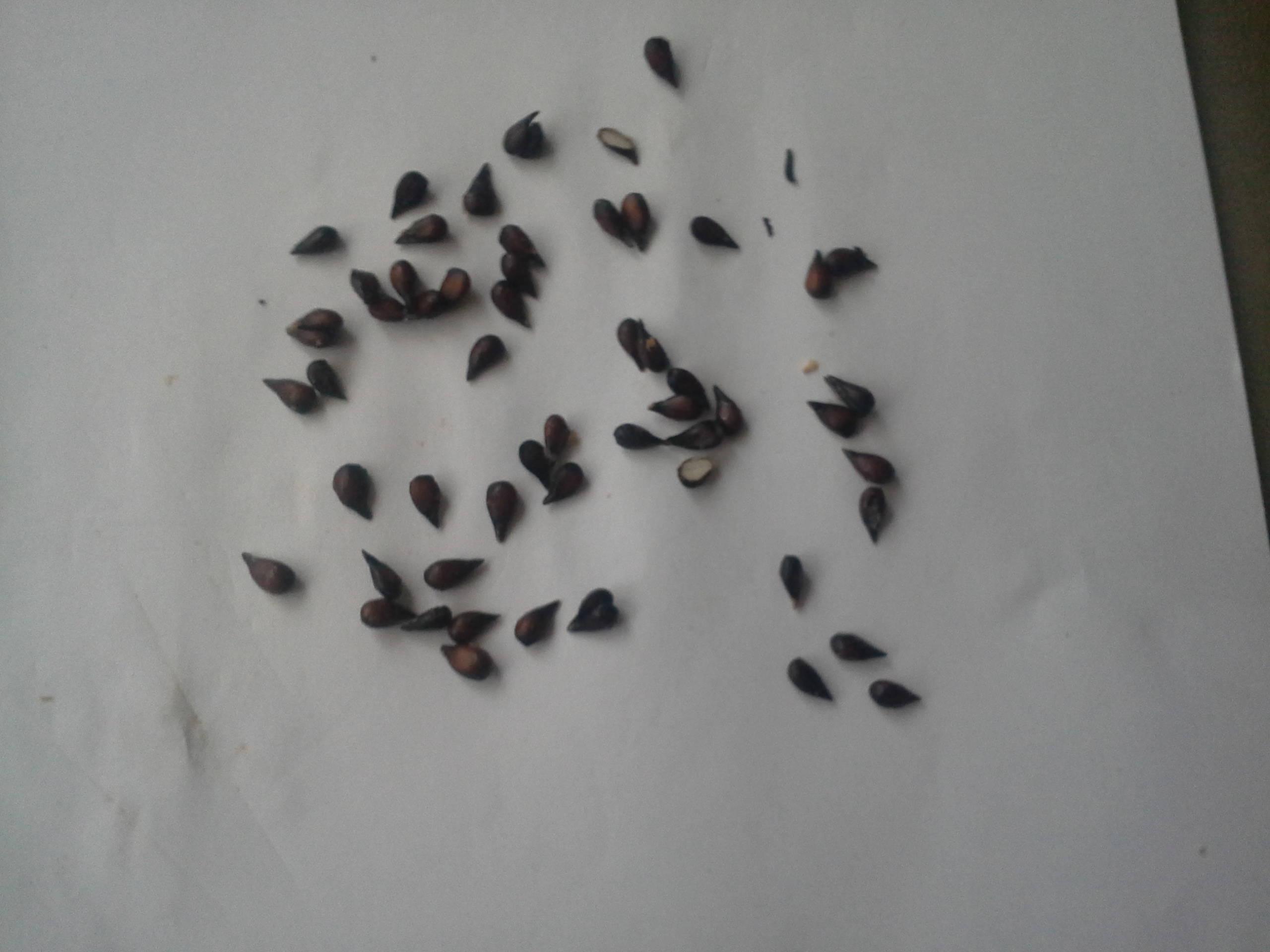
Graines du fruit.